# Séveraissette
La Séveraissette est un cours d'eau des Hautes-Alpes, dans le Champsaur. C'est un affluent du Drac en rive droite, donc un contributeur du Rhône par l'Isère. Son cours est long de quatorze kilomètres. Elle se nomme la Muande à l'amont de  Molines-en-Champsaur,  et forme alors la limite du cœur du parc national des Écrins.

## Cours
La Séveraissette se nomme la Muande à partir de la confluence du  torrent du Riou Beyrou et du torrent du Colombier au lieu-dit « le Roy » vers 1390 mètres d'altitude. Le Riou Beyrou prend sa source à plus de 2600 mètres d'altitude près du col de Côte Longue, au nord du pic du Tourond (2742 m).  Il descend fortement en direction du sud-ouest puis du nord, jusqu'à la confluence avec le Colombier qu'il reçoit en rive droite. Celui-ci est formé par la confluence de nombreux torrents descendant des versants du Vieux Chaillol (3163 m) et du Pic de Colle Blanche (2975 m).
La Muande coule plus calmement en direction du nord-ouest jusqu'à Molines (alt. 1220 m) où elle est rejointe par le torrent du Vallon et prend le nom de Séveraissette. Le cours d'eau change alors de direction et s'oriente ouest-sud-ouest sur cinq kilomètres, creusant sa vallée entre le Petit Chaillol au nord et le Cuchon au sud. 
Au pied du village de la Motte, à 1075 mètres d'altitude, la Séveraissette sort du massif et entre dans la vallée du Drac, où elle creuse un profonde entaille dans les alluvions fluvio-glaciaires et se détourne vers le sud avant de se jeter dans le Drac au pied du village de Pisançon, à 925 mètres d'altitude.
L'historiographe Joseph Roman rapporte qu'à une époque lointaine (qu'il ne précise pas) le cours inférieur de la Séveraisse était différent de l'actuel. Le torrent poursuivait vers l'ouest après la Motte, contournant par le nord Saint-Eusèbe, arrosait Beaurepaire, et se jetait dans le Drac aux environs de l'actuel pont de la Guinguette. Ce serait « un cataclysme dont la tradition nous a conservé le souvenir » qui aurait provoqué son écoulement vers le sud par le défilé sous Villard-Saint-Pierre.

## Communes arrosées
La Séveraissette traverse sur toute sa longueur la commune de La Motte-en-Champsaur, puis coule sur la limite des communes de Saint-Bonnet-en-Champsaur et d'Aubessagne, sans pénétrer sur l'une ni sur l'autre.

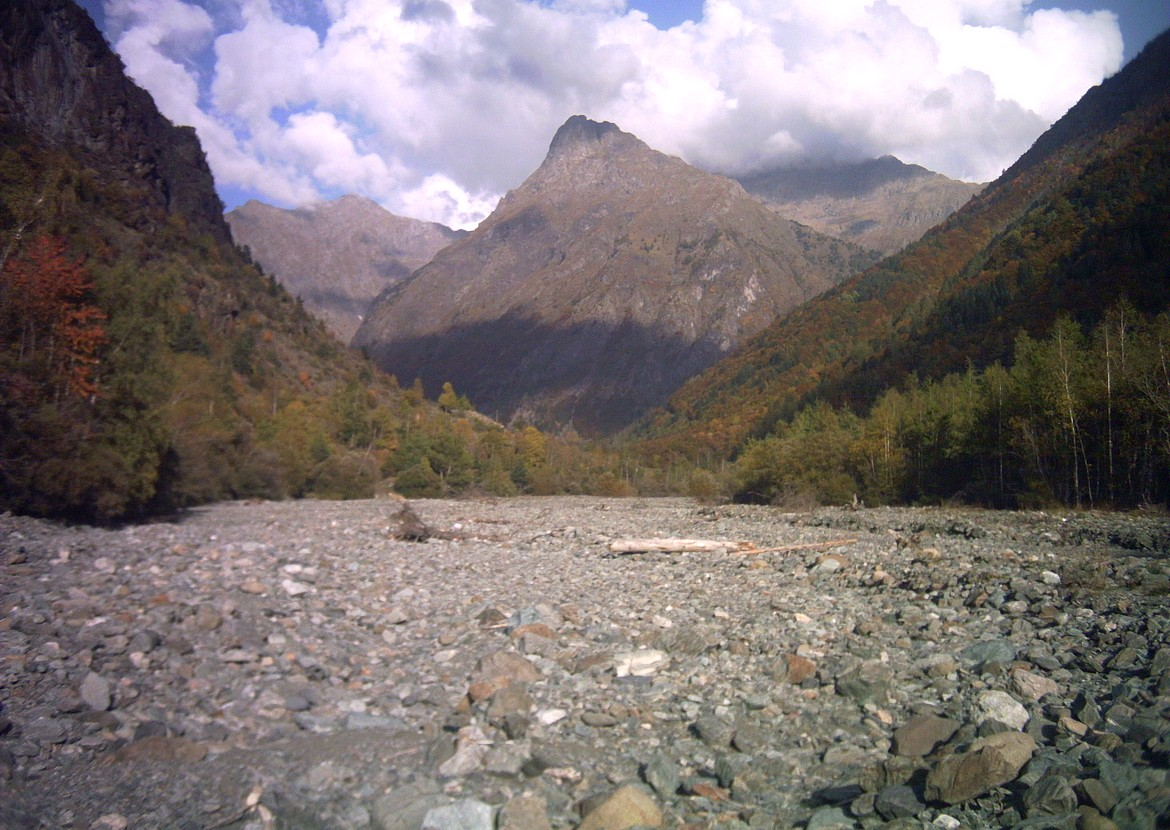
La Séveraissette à sec en fin d'été. Comparer avec la photo du haut, prise au même endroit au printemps.

## Régime
La Séveraissette est un torrent, dont le débit est directement dépendant des précipitations affectant les sommets qui l'entourent. Son débit est donc important en automne (saison de pluies) et surtout au printemps (fonte des neiges et pluies occasionnelles). En hiver la rivière est réduite à un tapis neigeux (glacé), et en été elle se réduit au point de disparaître complètement sur plusieurs kilomètres de part et d'autre de Molines, alors même que le torrent de Colombier continue à affluer... dans le lit de pierres abandonné par la rivière.